# Capella Votiva de les Santes
La Capella Votiva de les Santes és una capella del municipi de Mataró (Maresme) inclosa en l'Inventari del Patrimoni Arquitectònic de Catalunya.

## Descripció

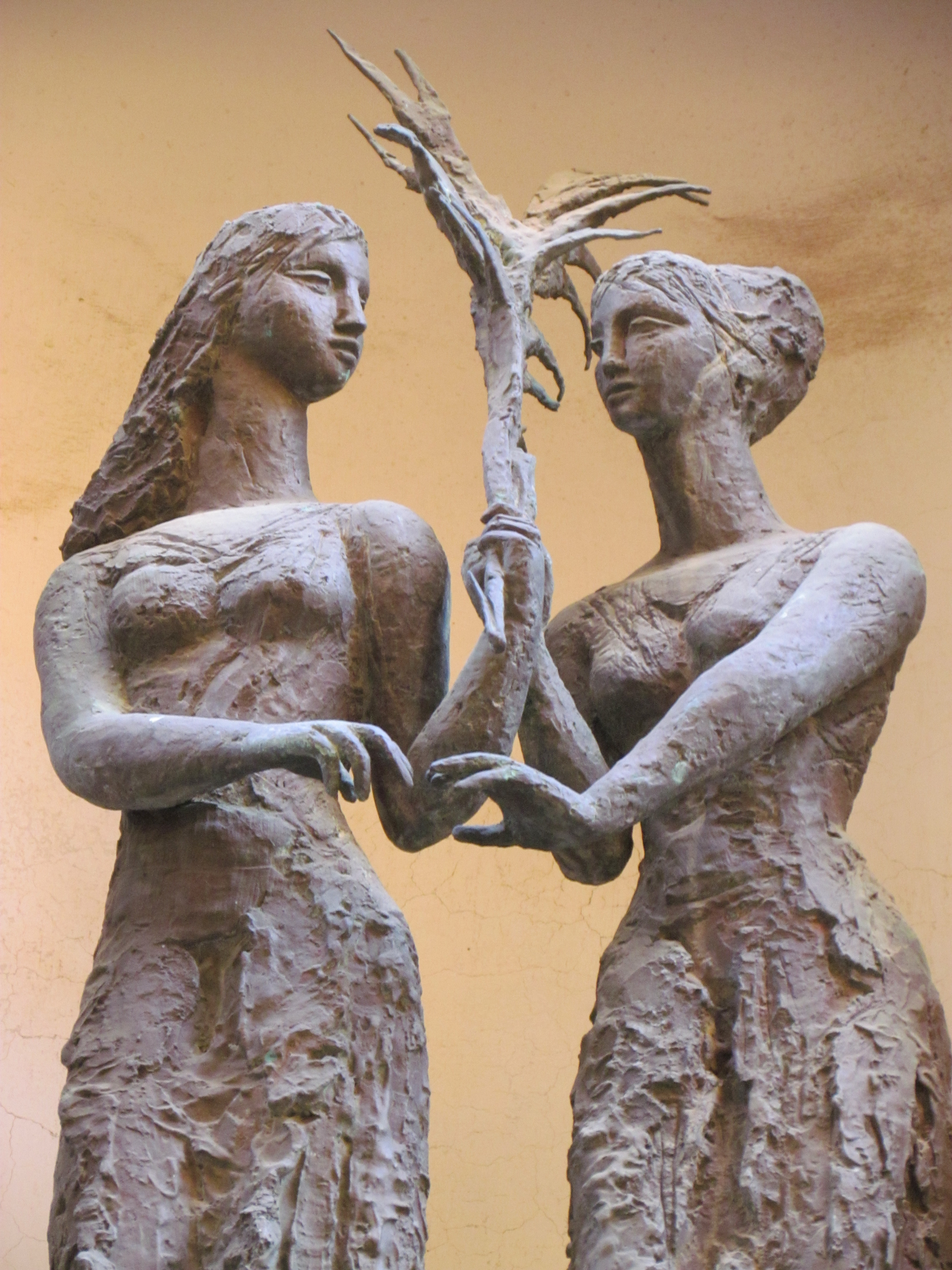
Detall de les Santes

És una capelleta votiva del carrer d'en Pujol, situada a l'edifici de la Caixa d'estalvis Laietana, bastit als anys 70. Les escultures de les santes són de l'escultor mataroní Cusachs i, inusualment en aquest tipus d'elements, utilitza el metall sense polir. Ambdues escultures tenen un tractament volgudament allunyat de les formes clàssiques i més subjectes a les concepcions artístiques de l'autor.

## Història
Comença a ser una tradició a la ciutat la reproducció de les Santes Juliana i Semproniana, patrones de Mataró, realitzades per escultors insignes: Salvador Gurri, Florentí Serra, Ros i Bofarull, Cusachs... De fet, a l'actual emplaçament de la Caixa d'Estalvis hi havia un altre edifici que allotjava una capella amb dues figures de les santes, del darrer ceramista mataroní Florentí Serra, còpia de les que havia fet l'escultor Gurri pel retaule de la Basílica.